# Николаевка (пункт пропуска)
Николаевка (укр. Миколаївка) — пункт пропуска через государственную границу Украины на границе с Россией. 
Расположен в Черниговской области, в Новгород-Северском районе, вблизи одноимённого села на автодороге P-64, с которой совпадает автодорога T-2512. С российской стороны находится пункт пропуска «Ломакиевка», расположенный в Брянской области на трассе по направлению к городу Стародуб. 
Вид пункта пропуска — автомобильный. Статус пункта пропуска — межгосударственный. 
Характер перевозок — пассажирский, грузовой. 
Кроме радиологического, таможенного и пограничного контроля, пункт пропуска «Николаевка» может осуществлять фитосанитарный контроль. 
Пункт пропуска входит в состав таможенного поста «Гремяч» Черниговской таможни. Код пункта пропуска — 10210 11 00 (21).